# Iñaki Pérez Beotegi
Iñaki Pérez Beotegi, [también Pedro Ignacio Pérez Beotegui] apodado Wilson (Vitoria, 1948 - 11 de marzo de 2008) fue un miembro de la organización terrorista ETA, y posteriormente de ETA(pm), y político del País Vasco, España.

## Biografía
Histórico miembro de ETA, conocido por ser uno de los miembros del comando que presuntamente ejecutó la Operación Ogro que asesinó al presidente del Gobierno franquista, almirante Luis Carrero Blanco en 1973. Sin embargo, distintos investigadores como el periodista Manuel Cerdán, que lo entrevistó, o el coronel e historiador Amadeo Martínez Inglés, subrayan la clamorosa falta de preparación y de medios del comando.
Después del atentado a Carrero Blanco, participó en los asesinatos de un agente municipal de Galdácano y de un inspector de  policía. Fue detenido en Barcelona el 30 de julio de 1975, en el curso de la Operación Lobo, junto al también miembro de ETA(pm), Juan Paredes Manot, Txiki, mientras preparaban el atraco a una sucursal bancaria. Durante el período de transición democrática, se le aplicó la ley de amnistía de 1977 y abandonó la lucha armada, desvinculándose de ETA. Residente en Vitoria, participó en el proyecto de Euskadiko Ezkerra junto a Mario Onaindia, para fundar más tarde el partido de izquierda abertzale Auzolan, que se presentó a las elecciones al Parlamento Vasco de 1984, no siendo elegido diputado.